# Ide Takashi
Ide Takashi (japanisch 出 隆; geboren 10. März 1892 in Tsuyama (Präfektur Okayama); gestorben 9. März 1980) war ein japanischer Philosoph.

## Leben und Wirken
Ide Takashi machte seinen Studienabschluss an der Universität Tokio. 1920 wurde er Professor an der Nihon-Universität, 1921 wechselte er zur Tōyō-Universität, wurde 1924 Assistenzprofessor an seiner Alma Mater, an der er von 1935 bis 1941 als Professor wirkte. Nach dem Ende des Zweiten Weltkriegs trat er der Kommunistischen Partei bei, worauf man ihn „den an einer Villa klebenden Professor“ nannte. 1959 unterstützte er Noma Hiroshi bei dessen „Aufruf von 12 Kulturschaffenden“ (12人の文化人の声明). 1964 wurde Noma, wie auch Ide, aus der Kommunistischen Partei ausgeschlossen.
Auf der Grundlage der klassischen Bibliographie-orientierten Vorgehensweise öffnete Ide in Japan den Weg zu einer Erforschung der klassischen griechischen Philosophie. Im Mittelpunkt seiner Forschung stand Sokrates, dessen These, philosophische Gedanken und Lebensweise müssen eine Einheit bilden, er sich zu eigen machte. In seinen Studien zu Aristoteles akzeptierte er dessen Wweg einer realistischen Zugangsweise beim Studium der Natur in allen Einzelheiten, während er ein Leben, das nur der Kontemplation gewidmet war, kritisierte.

## Publikationen (Auswahl)
- „Tetsugaku izen“ (哲学以前) – etwa „Vor der Philosophie“, aus dem Jahr 1921,
- „Girisha no tetsugaku to seiji“ (ギリシャの哲学と政治) – etwa „Griechische Philosophie und Politik“, aus dem Jahr 1921,
- „Seiyō chūse shoki no tetsugaku“ (西洋中世初期の哲学) – etwa „Philosophie des Mittelalters im Westen“.

Ides gesammelte Werke wurden unter dem Titel „出隆著作集“ in acht Bänden veröffentlicht.